# رولف بیرخولزر
رولف بیرخولزر (انگلیسی: Rolf Birkhölzer؛ زادهٔ ۲۹ سپتامبر ۱۹۴۹) بازیکن فوتبال اهل آلمان است.
از باشگاه‌هایی که در آن بازی کرده‌است می‌توان به باشگاه فوتبال کلن اشاره کرد.